# Krste Velkoski
Krste Velkoski (en macedonio: Крсте Велкоски; Vevčani, Yugoslavia, 20 de febrero de 1988) es un futbolista macedonio que juega como delantero para el F. K. Rabotnički Skopje de la Primera División de Macedonia del Norte. Ha sido convocado por su país continuamente desde 2014, habiendo disputado ya doce partidos con la selección de fútbol de Macedonia del Norte.

## Trayectoria deportiva
| Club                  | País                 | Período   | Part. |    |
| --------------------- | -------------------- | --------- | ----- | -- |
| FK Rabotnički Skopje  | Macedonia del Norte  | 2006-2008 | 54    | 18 |
| FK Metalurg Skopje    | Macedonia del Norte  | 2008-2010 | 32    | 6  |
| Ceahlaul              | Rumania              | 2010      | 8     | 1  |
| Enosis Leon Paralimni | Chipre               | 2010      | 11    | 0  |
| FK Rabotnički Skopje  | Macedonia del Norte  | 2011-2014 | 99    | 30 |
| FK Sarajevo           | Bosnia y Herzegovina | 2014-2016 | 54    | 25 |
| Incheon United FC     | Corea del Sur        | 2016      |       |    |
| Nakhon Ratchasima FC  | Tailandia            | 2017      |       |    |
| FK Sarajevo           | Bosnia y Herzegovina | 2017-     |       |    |

## Palmarés

### Títulos nacionales
| Título                               | Club             | País                 | Año     |
| ------------------------------------ | ---------------- | -------------------- | ------- |
| Primera División de Macedonia        | F. K. Rabotnički | Macedonia            | 2007-08 |
| Copa de Bosnia y Herzegovina         | F. K. Sarajevo   | Bosnia y Herzegovina | 2013-14 |
| Liga Premier de Bosnia y Herzegovina | F. K. Sarajevo   | Bosnia y Herzegovina | 2014-15 |
| Liga Premier de Bosnia y Herzegovina | F. K. Sarajevo   | Bosnia y Herzegovina | 2018-19 |
| Copa de Bosnia y Herzegovina         | F. K. Sarajevo   | Bosnia y Herzegovina | 2018-19 |
| Liga Premier de Bosnia y Herzegovina | F. K. Sarajevo   | Bosnia y Herzegovina | 2019-20 |
| Copa de Bosnia y Herzegovina         | F. K. Sarajevo   | Bosnia y Herzegovina | 2020-21 |